# Sunderland Association Football Club Ladies

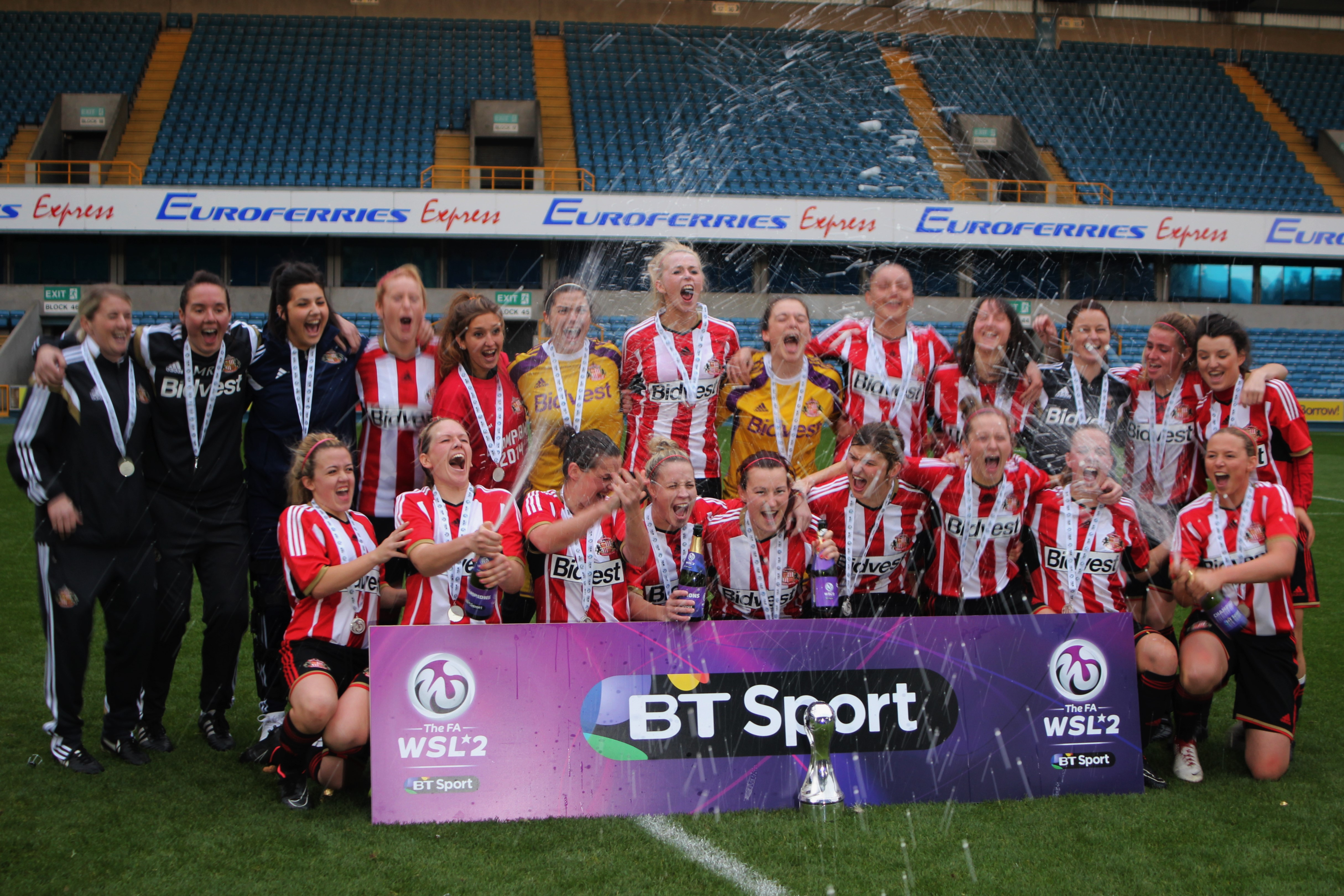
Trophée du championnat d'Angleterre de football féminin D2 en 2014.

Sunderland AFC Ladies est un club de football féminin anglais affilié à Sunderland AFC. Le club évolue dans la première division du football féminin anglais, le Championnat d'Angleterre de football féminin. Les joueuses de Sunderland accèdent à la Premier League en 2015. 

## Palmarès
- Coupe d'Angleterre
  - Finaliste : 2009

- Championnat d'Angleterre de football féminin D2
  - Vainqueur : 2014

- FA Women's Premier League Cup
  - Vainqueur : 2012

- FA Women's Premier League National Division
  - Vainqueur: 2011, 2012, 2013

- FA Women's Premier League Northern Division
  - Vainqueur : 2009